# Bignona
Bignona ist eine Stadt im Süden des Senegal. Sie ist Präfektur des Départements Bignona in der Region Ziguinchor.

## Geographische Lage
Bignona liegt im Westen der Casamance, 25 Kilometer nördlich der Regionalpräfektur Ziguinchor und ist von dieser durch den Forêt de Bignona, den Forêt de Tobor, sowie den hier 650 Meter breiten Casamance-Fluss getrennt. Von diesem zweigt als Nebenarm und als ein der Gezeitenströmung ausgesetzter Zufluss stark mäandrierend der Marigot de Bignona ab und führt westlich und nördlich der Stadt vorbei. Gambia im Norden ist 39 km entfernt und bis Guinea-Bissau im Süden sind es 40 km. Die Stadt liegt 58 km landeinwärts des Atlantik bei Diouloulou.

## Geschichte
Bignona war vor Beginn der Kolonialherrschaft Mittelpunkt und Hauptort des Reiches Fogny. Dann wurde es vor Ziguinchor kolonialer Verwaltungssitz in der Casamance.
Aufgrund des gewalttätigen Casamance-Konfliktes zwischen dem Mouvement des forces démocratiques de la Casamance (MFDC) und der Regierung des Senegal verlief die Entwicklung der Region in den Jahren 1985 bis 2000 nur stockend und war vor allem vom Engagement amerikanischer Hilfsorganisationen wie United States Agency for International Development (USAid) abhängig. Allerdings besteht seit Dezember 2004 ein offizieller Friedensvertrag zwischen dem MFDC und der Regierung und die MFDC-Mitglieder werden wieder in die Gesellschaft integriert.

## Bevölkerung
Die letzten Volkszählungen ergaben für die Stadt jeweils folgende Einwohnerzahlen:
| Jahr | Einwohner |
| ---- | --------- |
| 1988 | 22.237    |
| 2002 | 25.477    |
| 2013 | 27.826    |

Die Menschen im Raum Bignona sind vornehmlich in der Landwirtschaft, im Dienstleistungsgewerbe oder Tourismus tätig. Zwischen Bignona und Ziguinchor verläuft die Sprachgrenze zwischen Wolof und Diola.

## Partnerschaften
Seit 2001 besteht eine mehrfach ausgezeichnete (u. a. UNESCO-Weltdekadeprojekt) Schulpartnerschaft einer deutschen Schule aus dem brandenburgischen Strausberg mit einer Schule in Bignona. Infolgedessen engagieren sich vermehrt deutsche Organisationen wie der Deutsche Entwicklungsdienst (DED), die Deutsche Gesellschaft für Technische Zusammenarbeit (GTZ) oder der Evangelische Entwicklungsdienst (EED) in der Region.

## Persönlichkeiten
- Émile Badiane (* 1915 – 22. Dezember 1972), senegalesischer Politiker und Minister in der ersten senegalesischen Regierung unter Léopold Sédar Senghor.
- Landing Savané (* 10. Januar 1945), Politiker und Generalsekretär der And Jëf/PADS.
- Ibrahima Sonko (* 22. Januar 1981), senegalesischer Fußballspieler
- Lamine Diarra (* 20. Dezember 1983), senegalesischer Fußballspieler
- Moussa Wagué (* 4. Oktober 1998), senegalesischer Fußballspieler